# Довер (Делавер)
Довер (енгл. Dover) град је у америчкој савезној држави Делавер. По попису становништва из 2010. у њему је живело 36.047 становника

## Географија
Довер се налази на надморској висини од 11 m. 

## Демографија
|                   | 2010.           | 2000.           |
| Укупно            | 36 047 (100,0%) | 32 135 (100,0%) |
| Белци             | 16 443 (45,62%) | 17 123 (53,28%) |
| Афроамериканци    | 15 215 (42,21%) | 11 961 (37,22%) |
| Хиспаноамериканци | 2 362 (6,553%)  | 1 327 (4,129%)  |
| Остали            | 1 045 (2,899%)  | 708 (2,203%)    |
| Азијати           | 982 (2,724%)    | 1 016 (3,162%)  |